# Vasperviller
Vasperviller é uma comuna francesa na região administrativa de Grande Leste, no departamento de Mosela. Estende-se por uma área de 1,54 km². Em 2010 a comuna tinha 324 habitantes (densidade: 210,4 hab./km²).